# Prunus subcordata
{{#ifeq:0|0|{{#if:Prunus subcordata|{{#if:|[[]}}|[[]]}}}}
Prunus subcordata — вид квіткових рослин із підродини мигдалевих (Amygdaloideae).

## Біоморфологічна характеристика
Це дерево чи кущ, 10–30(60) дм, іноді колючі. Гілочки голі чи запушені. Листки опадні; ніжка 4–18 мм, гола чи запушена, дистально зазвичай залозиста; пластина еліптична, подовжено-яйцеподібна чи майже округла, 2–5(6.5) × 1.3–3.5(4.5) см, основа округла чи майже серцеподібна, краї від одно- до подвійно зубчасті, зубці тупі, залозисті, верхівка зазвичай тупа чи округла, рідко гостра, абаксіальна (низ) поверхня гола чи волосиста, адаксіальна гола чи притиснуто-волосиста. Суцвіття — 2–5-квіткові, зонтикоподібні пучки. Квіти розпускаються після появи листя; чашолистки від широко розпростертих до відігнутих, обернено-яйцеподібні, 2.2–4(5) мм, краї залозисто-зубчасті, іноді неясно, поверхні голі чи волосисті; пелюстки білі, видовжено-обернено-яйцеподібні, 5–10 мм. Кістянки зазвичай червоні до червонувато-пурпурних, іноді жовті, від кулястих до еліпсоїдних, 15–25 мм, зазвичай голі, рідко дещо запушені; мезокарпій м'ясистий; кісточки яйцеподібні, ± сплощені. Цвітіння: березень–травень; плодоношення: серпень–вересень.

## Поширення, екологія
Росте на заході США: Каліфорнія, Орегон. Населяє береги струмків, сухі кам'янисті схили, чапаралі, сосново-дубові та ялівцево-дубові ліси; 100–1900 метрів.

## Використання
Плоди їдять сирими чи приготовленими, вони приємно кислі, кращі форми мають легку терпкість. Вважається одним із найкращих ароматних диких фруктів Тихоокеанської Північної Америки.
З листя можна отримати зелений барвник. З плодів можна отримати барвник від темно-сірого до зеленого.
Prunus subcordata належить до третинного генофонду культивованої сливи (Prunus domestica), тому його можна використовувати як донора генів для покращення врожаю. Саджанці іноді використовують як підщепу для сливи. Деревина важка, тверда, дрібнозерниста. Дерева надто малі, щоб деревина представляла комерційний інтерес.

## Галерея

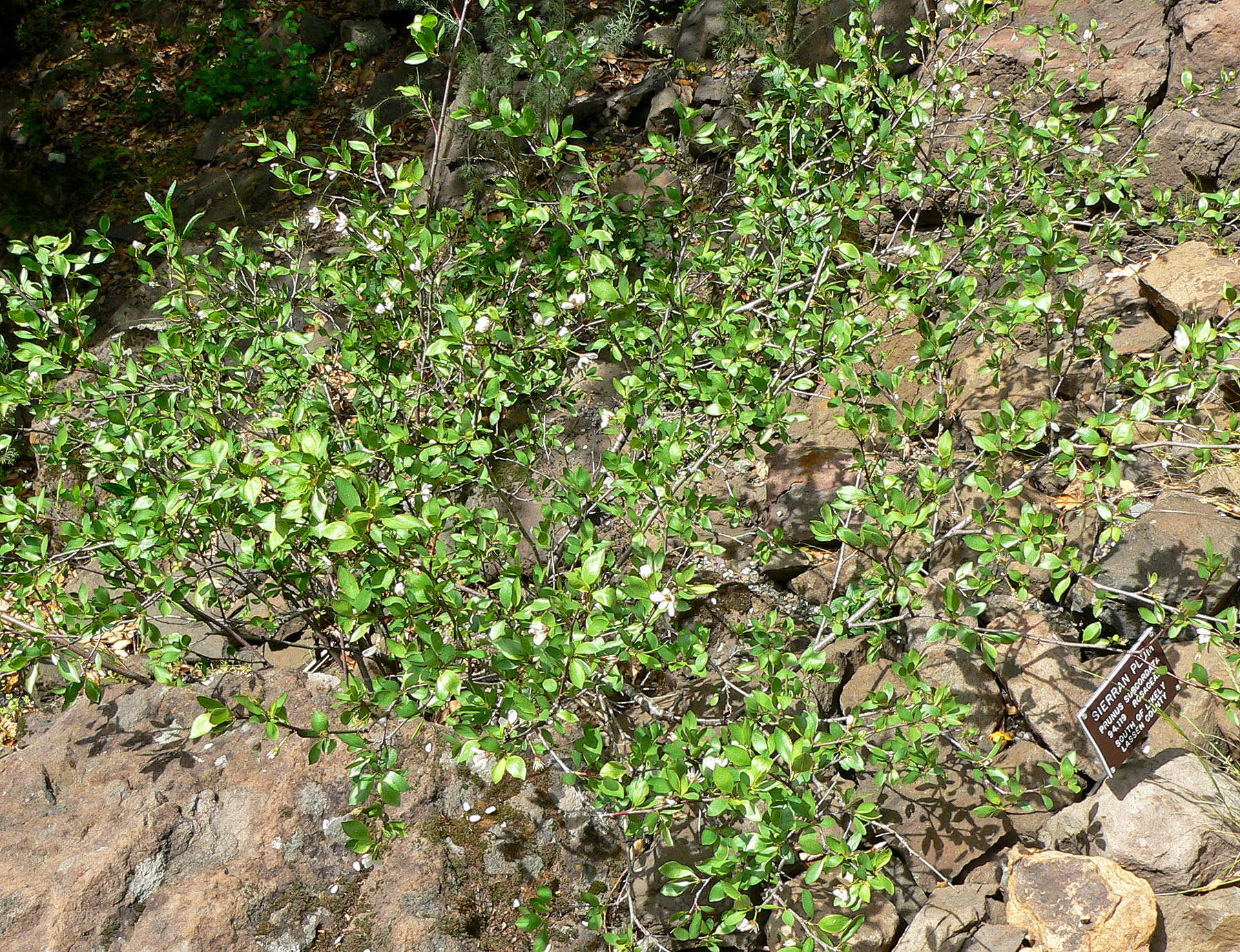
загальний вигляд
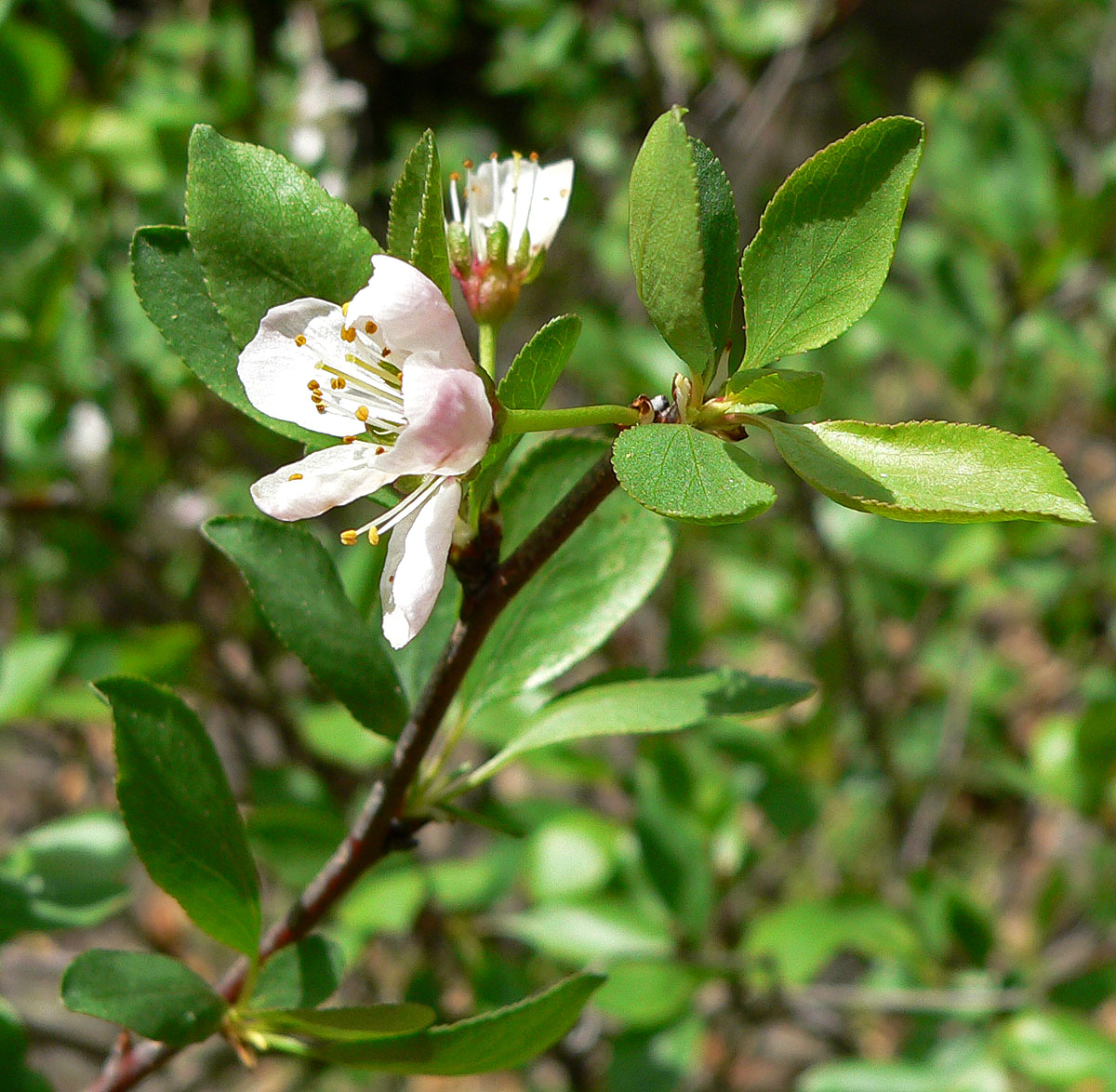
листки
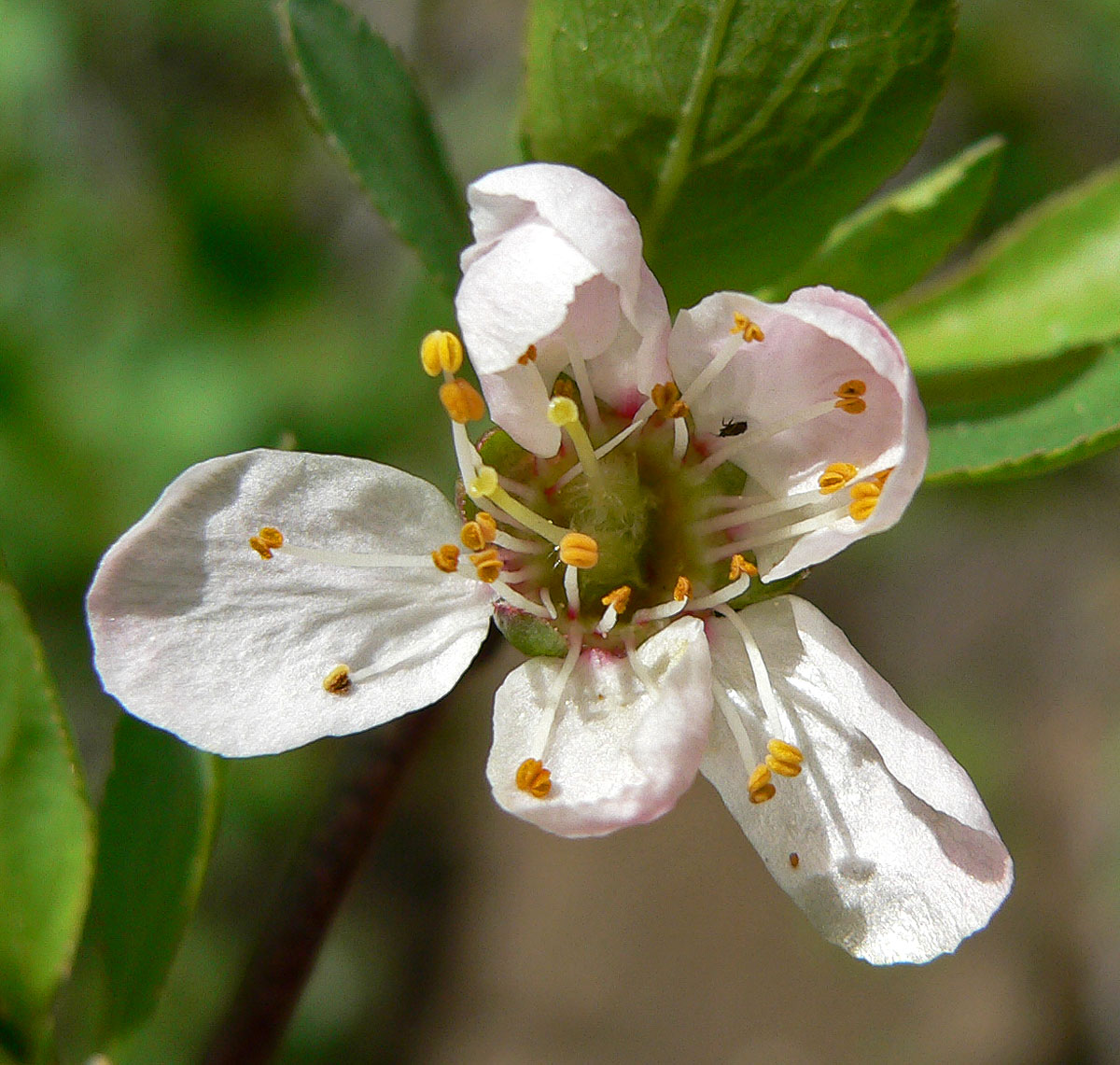
квітка